# La Mulâtresse
Pour plus de détails, voir Fiche technique et Distribution.
La Mulâtresse (Mulata) est un film dramatique passionnel cubano-mexicain réalisé par Gilberto Martínez Solares et sorti en 1954.
Il s'agit d'une adaptation du roman Mulatilla: Estampa negra de l'écrivain uruguayen Roberto Olivencia Márquez.

## Synopsis
Dans le port de La Havane, deux enfants mulâtres, Mateo (Ricardo Román) et Caridad (Ninón Sevilla) grandissent ensemble. Caridad est la fille d'un homme blanc mort dans un naufrage et d'une blanchisseuse noire d'origine africaine. Au fil des ans, Mateo tombe amoureux de Caridad, mais celle-ci est amoureuse d'un capitaine mexicain, Martin (Pedro Armendáriz), qui l'a rencontrée par hasard au port. Le capitaine est également amoureux de Caridad et lui propose de vivre ensemble, ce qu'elle accepte. Caridad travaille dans un cabaret du port et le propriétaire, Guevara (René Cardona), est attiré par la jeune fille et, dans un moment de jalousie, tente de tuer Martin. Martin a des problèmes financiers et doit hypothéquer son bateau à Guevara. Lorsque Martin retourne à Veracruz, au Mexique, Guevara se sent le nouveau propriétaire de Caridad.

## Fiche technique
- Titre original mexicain : Mulata[1]
- Titre français : La Mulâtresse[2]
- Réalisation : Gilberto Martínez Solares
- Scénario : Gilberto Martínez Solares d'après le roman Mulatilla: Estampa negra de Roberto Olivencia Márquez
- Photographie : Agustín Martínez Solares
- Montage : Carlos Savage
- Musique : Manuel Esperón
- Effets spéciaux : Jorge Benavides
- Décors : Manuel Ladrón de Guevara
- Production : Felipe Mier, Oscar Brooks
- Société de production : Producciones Mier y Brooks
- Pays de production :  Mexique -  Cuba
- Langue originale : espagnol
- Format : Noir et blanc - 1,37:1 - Son mono - 35 mm
- Genre : Drame passionnel
- Durée : 80 minutes
- Date de sortie : 
  - Mexique : 16 juillet 1954
  - France : 11 novembre 1955[2]
- Affiche : Jean Mascii (France)

## Distribution
- Ninón Sevilla : Caridad
- Pedro Armendáriz : Capitán Martín
- René Cardona : Guevara
- Ricardo Román : Mateo
- Fanny Schiller : Doña Rosario
- Ramón Valdés : le matelot

## Production
Adapté de Mulatilla: Estampa negra, un roman de l'écrivain uruguayen Roberto Olivencia Márquez, l'action se déroule à Cuba dans un cadre contemporain au film (années 1950) et raconte l'histoire de Caridad (un nom qui fait écho à celui de la sainte patronne de l'île, la Vierge).
Dans le film, plusieurs danseurs apparaissent nus au cours d'un rituel. À ce sujet, Ninón Sevilla a révélé : Pedro Armendáriz revenait de France, où il avait tourné Lucrèce Borgia, et il a dit que dans une scène, il avait frotté une grappe de raisin sur les seins d'une actrice qui était allongée sur une table et qu'en dessous, il y avait un acteur qui buvait le jus des raisins. Et que cela ne pouvait arriver qu'aux Français. Mmmm, ai-je dit, dans ce film, nous allons montrer aux Français qu'il y a de l'imagination ici aussi. J'ai commandé une douzaine de culottes en nylon noir de toutes les tailles. Dans la scène de la plage, j'en ai fait porter à toutes les danseuses, de sorte que lorsqu'elles levaient les jambes, on avait l'impression qu'elles ne portaient rien. Il en va de même pour les Français.